# Alevtina Koltsjina
Alevtina Pavlovna Koltsjina (Russisch: Алевтина Павловна Колчина) (Oblast Perm, 11 november 1930 – 1 maart 2022) was een Russisch langlaufer.

## Carrière
Koltsjina nam deel aan vier Olympische Winterspelen maar behaalde haar grootste successen op de wereldkampioenschappen.
Koltsjina werd driemaal wereldkampioen op de estafette, tweemaal op de 5 kilometer en tweemaal op de 10 kilometer.
Koltsjina won op de Olympische Winterspelen drie medailles op de estafette in alle drie de kleuren en tweemaal brons op de 5 kilometer.
Koltsjina haar man Pavel Koltsjin was tevens een olympisch kampioen langlaufen.

## Belangrijkste resultaten

### Olympische Winterspelen
| Editie | Plaats            | Resultaten                  |
| ------ | ----------------- | --------------------------- |
| 1956   | Cortina d'Ampezzo | estafette · 4e 10 km        |
| 1960   | Squaw Valley      | 4e 10 km                    |
| 1964   | Innsbruck         | estafette · 5 km · 7e 10 km |
| 1968   | Grenoble          | estafette · 5 km · 7e 10 km |

### Wereldkampioenschappen langlaufen
| Jaar | Plaats            | Resultaten                                 |
| ---- | ----------------- | ------------------------------------------ |
| 1956 | Cortina d'Ampezzo | estafette · 4e 10 km                       |
| 1958 | Lahti             | op de 10 km · op de estafette              |
| 1960 | Squaw Valley      | 4e 10 km                                   |
| 1962 | Zakopane          | op de 5 km · op de 10 km · op de estafette |
| 1964 | Innsbruck         | estafette · 5 km · 7e 10 km                |
| 1966 | Oslo              | op de 5 km · op de 10 km · op de estafette |
| 1968 | Grenoble          | estafette · 5 km · 7e 10 km                |